# 白鳥羽純
白鳥 羽純（しらとり はすみ、1999年3月10日 - ）は、日本の女優、タレント、歌手であり、アイドルグループX21の元メンバーである。
神奈川県出身。オスカープロモーション所属。

## 略歴・人物
- 2012年8月に開催された『第13回全日本国民的美少女コンテスト』で演技部門賞を受賞。
- 2013年1月28日、第13回全日本国民的美少女コンテストのファイナリストを中心に結成された次世代ガールズユニットX21が始動。初期メンバーとして約6年間在籍していた。
- 2018年11月30日をもってX21が解散したため、個人での芸能活動を開始。
- 趣味：クラシックバレエ、読書、新体操、映画鑑賞、スノードーム集め。
- 特技：クラシックバレエ、ドヤ顔。

## 出演

### テレビドラマ
- 私の青おに（2015年11月18日、NHK BSプレミアム）- 内田琴美（高校時代）役
- 信長燃ゆ（2016年1月2日、テレビ東京 YAMADA・新春時代劇）- 若草の君（誠仁親王の妻）役
- ドクターカー第9話（2016年6月9日、YTV／NTV）- マイ 役
- 仰げば尊し（2016年7月17日 - 9月11日、TBS 日曜劇場）- 白浜羽純 役
- 越路吹雪物語（2018年1月8日 - 3月30日、テレビ朝日 帯ドラマ劇場）- 八千草薫 役
- ＃ハッシュタグ（2018年3月6日 - 3月27日、TOKYO MX）- 飯田晴美 役

### テレビ番組
- スポーツLIVE High FIVE!! → High FIVE!! 〜絶対☆バズるアスリート〜（2019年4月 - 2020年5月16日、CBCテレビ） - アシスタント（ハイファイブガール）
- ボキャブライダー on TV 「門限」（2019年5月6日, 7日（再放送：2019年5月9日, 10日）、NHK Eテレ）- 羽純 役
- そんなコト考えた事なかったクイズ!トリニクって何の肉!?（2019年6月4日 - 2021年頃、朝日放送テレビ（ABCテレビ））- 準レギュラー
- +5G 〜次世代通信が描く未来〜（2019年6月19日 - 10月9日、日経CNBC）- ナビゲーター
- 短歌de胸キュン（2020年度、NHK教育テレビジョン） - レギュラー

### WEBドラマ
- マヒルについて〜about a M〜（2018年）- 舞亜左 役

### 舞台
- 劇団バルスキッチン
  - 第6回公演「歌舞伎町ビターナイト」（2019年1月16日 - 1月20日、バルスタジオ）- 千葉茜 役
  - 第7回公演「どぎまぎメモリアル」（2019年3月27日 - 3月31日、バルスタジオ）- 藍堂瑠衣 役
- 第一水曜即興舞台「こんなはずじゃなかった。」in超✩汐留パラダイス２０１９（2019年8月7日、超☆汐留パラダイス! パラダイスラグビーステージ）
- ダンスミュージカル「HERO〜心戦組外伝〜」（2019年12月1日、青山草月ホール）- ヒロイン 役

### ライブ
- ヴェートーベン トークライブ「ヴェートーク♪」（2019年4月21日、渋谷BAR jack）ゲスト出演

### ラジオ
- コミュニケーション英語Ⅱ（2018年4月 - 、NHK高校講座 ラジオ第2放送）- 生徒役

### CM
- バイトル 「ファイト」篇[3]（2017年3月6日 - ）
- 振袖1番館三条店オープンTVCM（2018年3月3日 - ）
- ナースパワー「新応援ナース」篇30S[4]（2018年3月13日 - ）
- 振袖1番館 スタジオB'M[5]（2019年8月5日 - ）
- au ウェブCM 「当たり前を予想外へ」篇[6]（2019年10月10日 - ）- 新人スタッフ 大城優花 役

### 雑誌
- BOMB(2018年9月7日♯10月号、学研プラス)

### その他
- 第四十四回 私のBOOKイズム[7]（2019年3月12日 - 、電子書籍.com）

## 受賞歴
- 第13回国民的美少女コンテスト 演技部門賞